# Pont-Farcy
Pont-Farcy  è un comune francese soppresso e frazione del dipartimento della Manica nella regione della Normandia. Fino al 2017 è stato un comune del dipartimento del Calvados; il 1º gennaio 2018 è stato unito al comune di Tessy-Bocage.

## Società

### Evoluzione demografica
Abitanti censiti